# Phytomyptera coelicola
Phytomyptera coelicola là một loài ruồi trong họ Tachinidae.